# Frankolin bagienny
Frankolin bagienny (Ortygornis gularis) – gatunek średniej wielkości południowoazjatyckiego ptaka z rodziny kurowatych (Phasianidae). Osiadły. Bliski zagrożenia wyginięciem.

## Systematyka

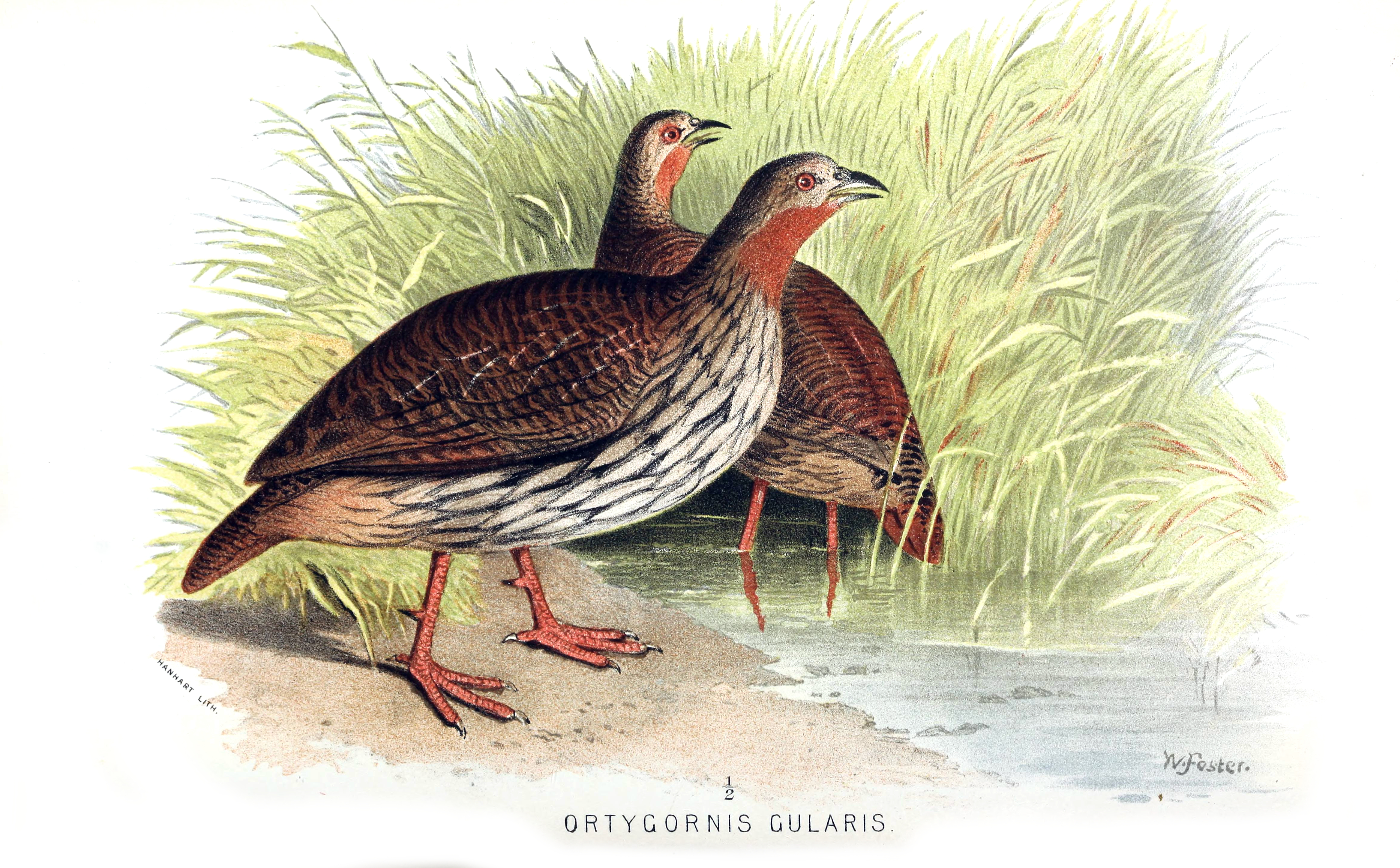
Frankoliny bagienne na rycinie z 1880 roku

Gatunek monotypowy.

## Charakterystyka

### Morfologia
Wygląd zewnętrzny: Od pokrewnych gatunków różni się kontrastowym, białym paskowaniem spodu ciała oraz rdzawym gardłem i przodem szyi. W locie charakterystyczne rude zewnętrzne sterówki. Samica podobna do samca, ale pozbawiona ostróg.
Rozmiary: długość ciała: ok. 37 cm
Masa ciała: samiec ok. 510 g

## Występowanie

### Środowisko
Podmokłe tereny trawiaste z gęstą roślinnością, pola ryżowe i plantacje cukrowca lekarskiego.

### Zasięg występowania
Północne Indie i Nepal, w Bangladeszu prawdopodobnie wymarł.

## Pożywienie
Pędy i nasiona roślin (w tym uprawnych) oraz owady. Wczesnym rankiem i wieczorem wychodzi żerować na bardziej odkrytym terenie.

## Rozród
Najprawdopodobniej gatunek monogamiczny
Gniazdo może być stertą roślin wśród rosnących w wodzie trzcin, w suchszych miejscach wyściółka jest mniej obfita.
Okres lęgowy: Od końca lutego do maja.
Jaja: znosi 3–4 jaja.
Wysiaduje wyłącznie samica.

## Status, zagrożenie i ochrona
W Czerwonej księdze gatunków zagrożonych IUCN frankolin bagienny od 2024 roku klasyfikowany jest jako gatunek bliski zagrożenia (NT, Near Threatened); wcześniej uznawano go za gatunek narażony na wyginięcie (VU, Vulnerable). Liczebność populacji wstępnie szacuje się na 7500 – 20 000 dorosłych osobników. Tam gdzie występuje, jest dość pospolity. Trend liczebności oceniany jest jako spadkowy. Historycznie gatunek ten zamieszkiwał bardzo duży obszar, obecnie jego zasięg jest ograniczony do wąskiego pasa u podnóża Himalajów. Do znaczących spadków liczebności przyczyniły się: odwadnianie terenów podmokłych, regulacja stosunków wodnych, zalesianie, a także wypalanie traw, koszenie i intensywny wypas na terenach lęgowych. Dodatkowo na zmniejszenie liczebności wpływają polowania i chwytanie ptaków w sidła, pomimo że jest to gatunek chroniony w Indiach i Nepalu. Obecnie znaczna część zasięgu leży w obrębie obszarów chronionych i presja ze strony człowieka jest znacznie mniejsza.